# قلعه نوماتا
قلعه نوماتا (به ژاپنی: 沼田城, Numata-jō) یک قلعه ژاپنی در نوماتا، گونما، استان گونمای ژاپن است.